# Хомешть
Хомешть, Хомешті (рум. Homești) — село у повіті Бузеу в Румунії. Входить до складу комуни Гребену.
Село розташоване на відстані 126 км на північний схід від Бухареста, 29 км на північ від Бузеу, 83 км на захід від Галаца, 108 км на схід від Брашова.

## Населення
За даними перепису населення 2002 року у селі проживали 1039 осіб. Рідною мовою 1037 осіб (99,8%) назвали румунську.
Національний склад населення села:
| Національність | Кількість осіб | Відсоток |
| -------------- | -------------- | -------- |
| румуни         | 1032           | 99,3%    |
| цигани         | 6              | 0,6%     |